# 收穫月

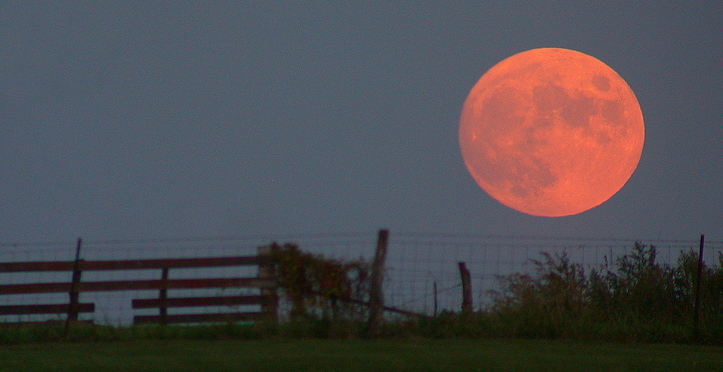
收穫月

收穫月是出現在最接近秋分時的滿月，容易和狩獵月混淆。
傳說中所有滿月都有自己的特徵，主要根據他們在黃道上的位置，決定了它們在一年中的何時能在天空中被看見。在北半球的九月、十月和十一月的滿月和南半球三月、四月和五月的滿月是最容易被看見的。所有的滿月幾乎都在日落的時刻升起，由於月球環繞地球公轉的運動，使月出的時間每天會延後50分鐘，但是收穫月和狩獵月很特別，在約北緯40度或南緯40度的觀測者會看見，環繞著收獲月或狩獵月的連續幾個黃昏，月出時間的延後都比一般要短，大約只會延後30分鐘左右，使環繞著滿月前後的日落之後到月出之前的黑暗時間縮短了，讓農夫可以藉著秋天滿月的月光繼續在農場工作（或有助於獵人持續追蹤他們的獵物），因此被稱為收獲月。
造成收獲月和狩獵月的月出時間延後縮短的原因，是因為這時月球軌道在秋天黃昏的地平線夾角比平時較小，使得月球能連續幾天都能在較高的位置上提早出現。收穫月可以出現在秋分之前或之後，簡單說就是最接近秋分的滿月，並且大約每四年會有一次出現在十月（在北半球），這與月球的循環有關。目前，最晚的收穫月能出現在十月十三日。在1900年至2010年，1930年、1949年、1987年和2006年的收穫月出現在10月7日，1911年的落在10月8日。
通常收穫月似乎比較大、比較亮或顏色比一般的滿月豐富，實際上是人類的月球錯覺及地球季節性傾斜造成的，在低空的月球光線要穿過大氣層中的微粒數量遠遠高於高處，而大氣層中的微粒對月光（實際上是反射自太陽的光）中的藍光散射最強，但是紅色的光能直接穿透大氣層抵達觀測者的眼中，因此所有在低空的天體看起來的顏色都會偏紅。

## 其他的名稱
收穫月還有其他的名稱，像是大麥月（barley moon）、玉米滿月（full corn moon）、酒月（Wine Moon）、吟唱月（Singing Moon）和麋鹿吼月（Elk Call Moon）。在美洲的神話和民間傳說中，每個滿月都有自己的名字，各地有各自不同的稱呼，下面列出的是在近代的美國流傳範圍最廣的名稱： 
- 一月 － 狼月（Wolf moon）[1]、飢餓月（Hunger moon）、老月（Old moon）
- 二月 － 雪月（Snow moon）[1]、冰月（Ice moon）
- 三月 － 蠕蟲月（Worm moon）[1]、Sap moon、 Sugaring moon, Crow moon, Storm moon
- 四月 － 粉紅月（Pink moon）[1]、Egg moon、 Grass moon、雨月（Rain moon）、生長月（Growing moon）
- 五月 － 花卉月（Flower moon）[1]、種植月（Planting moon）、奶月（Milk moon）、Hare moon
- 六月 － 草莓月（Strawberry moon）[1]、玫瑰月（Rose moon）、蜜月（Honey moon）、蜂蜜酒月（Mead moon）
- 七月 － 雄鹿月（Buck moon）[1]、雷鳴月（Thunder moon）、鹿月（Deer moon）、飼草月（Hay moon）
- 八月 － 鱘魚月（Sturgeon moon）[1]、玉米月（Corn moon）、果實月（Fruit moon）、大麥月（Barley moon）
- 九月 － 收穫月（Harvest moon，最靠近秋分的滿月）[1]
- 十月 － 狩獵月（Hunter's moon，收穫月後的滿月）[1] 、Bunky moon
- 十一月 － 河狸月（Beaver moon）[1]、霜凍月（Frosty moon）、雪月（Snow moon）
- 十二月 － 寒月（Cold moon）、長夜月（Long Night moon）[1]、冬月（Winter moon）

美國緬因州的老農夫年曆中，最早將有四個滿月的那一季中的第三個滿月稱為藍月，但至今被誤傳為在一個月中的第二個滿月是藍月；起因是天空與望遠鏡雜誌在1946年的一期雜誌裡誤將一個月中的第二個滿月稱為藍月，被其他傳媒持續引用，之後該雜誌發現勘誤並向NPR報告。
在某些文化中，生日在鄰近秋分前後的收穫月的個人，必須為社區內其餘的人提供餐宴。

## 外部連結
- Moon Illusion （页面存档备份，存于）
- Alternate names of the Full Moons.
- Science page from NASA （页面存档备份，存于） explaining the full moons.

- "Who named the harvest moon?" Article （页面存档备份，存于）